# Persoonlijkheidstrek
Een persoonlijkheidstrek is een gedragskenmerk dat bij een individu hoort en uiterlijk waarneembaar is. Volgens de theorie voorspellen persoonlijkheidstrekken handelen. Persoonlijkheidstrekken zijn de gedragskenmerken van een individu. Twee vooraanstaande onderzoekers op dit gebied zijn Gordon Allport en Raymond Cattell.

## Allports visie
Voor Gordon Allport is ieder wezen uniek en bestaat de persoonlijkheidsleer eruit om vast te stellen wat uniek is bij individuen. Een trek is uniek in een individu. Bij verschillende stimuli zal een individu reageren op een vergelijkbare wijze. Trekken kunnen sturend zijn en of op expressieve wijze tot uiting komen. Deze eigen trekken maakt een mens tot wie hij/zij is en waargenomen wordt en zijn individueel aanwezig. Allport maakt onderscheid in hoofd- en secundaire trekken. Hoofdtrekken zijn bijvoorbeeld agressiviteit, extraversie, zelfvertrouwen, e.d. Secundaire trekken komen op bepaalde tijdstippen tot uiting. Voorname trekken die Allport cardinal traits noemt zijn niet bij iedereen aanwezig maar overheersen de andere trekken.

## Cattells visie
Volgens Raymond Cattell zijn er geen individuele trekken, maar zijn er universele trekken in een individu aanwezig. Deze moeten uit het individu gefilterd worden en een benaming krijgen. Hij maakt hiervoor gebruik van de zogenaamde factoranalyse. Zijn ideeën stammen uit de chemie waar substantie gelijk is aan de met elkaar in verhouding staande elementen. De taak van de chemicus bestaat eruit na te gaan uit welke elementen de substantie is opgebouwd. Deze samenstelling ziet hij dit ook in de mens, waarbij personen specifieke hoeveelheden van bepaalde universele trekken zijn. Daarom is het de taak van de onderzoeker om alle universele trekken in personen te ontdekken. Dit is een imitatie van de kwantitatieve analyse uit de chemie. Vergelijkbaar met de elementen in de chemie, komen trekken ook in verschillende hoeveelheden voor in een persoonlijkheid en moeten deze aan de hand van tests gedetecteerd, benoemd en gefilterd worden.